# Mulunda
Mulunda è un ward dello Zambia, parte della Provincia di Luapula e del Distretto di Kawambwa.